# US Open 2002
Die 122. US Open 2002 waren ein internationales Tennisturnier und fanden vom 26. August bis zum 9. September 2002 im USTA Billie Jean King National Tennis Center im Flushing-Meadows-Park in New York, USA statt.

## Herreneinzel
Sieger:  Pete Sampras
Finalgegner:  Andre Agassi
Endstand: 6:3, 6:4, 5:7, 6:4

### Setzliste
| Nr. | Spieler             | Erreichte Runde |
| --- | ------------------- | --------------- |
| 01. | Lleyton Hewitt      | Halbfinale      |
| 02. | Marat Safin         | 2. Runde        |
| 03. | Tommy Haas          | Achtelfinale    |
| 04. | Jewgeni Kafelnikow  | 2. Runde        |
| 05. | Tim Henman          | 3. Runde        |
| 06. | Andre Agassi        | Finale          |
| 07. | Juan Carlos Ferrero | 3. Runde        |
| 08. | Albert Costa        | 2. Runde        |
| 09. | Carlos Moyá         | 2. Runde        |
| 10. | Sébastien Grosjean  | 2. Runde        |
| 11. | Andy Roddick        | Viertelfinale   |
| 12. | Thomas Johansson    | Rückzug         |
| 13. | Roger Federer       | Achtelfinale    |
| 14. | Jiří Novák          | Achtelfinale    |
| 15. | Guillermo Cañas     | Rückzug         |
| 16. | David Nalbandian    | 1. Runde        |
| 17. | Pete Sampras        | Sieg            |

| Nr. | Spieler            | Erreichte Runde |
| --- | ------------------ | --------------- |
| 18. | Àlex Corretja      | 3. Runde        |
| 19. | Xavier Malisse     | 3. Runde        |
| 20. | Younes El Aynaoui  | Viertelfinale   |
| 21. | Gastón Gaudio      | 3. Runde        |
| 22. | Marcelo Ríos       | 3. Runde        |
| 23. | Rainer Schüttler   | 1. Runde        |
| 24. | Sjeng Schalken     | Halbfinale      |
| 25. | James Blake        | 3. Runde        |
| 26. | Juan Ignacio Chela | Achtelfinale    |
| 27. | Nicolás Lapentti   | 1. Runde        |
| 28. | Fernando González  | Viertelfinale   |
| 29. | Thomas Enqvist     | 3. Runde        |
| 30. | Andrei Pavel       | 1. Runde        |
| 31. | Tommy Robredo      | 3. Runde        |
| 32. | Maks Mirny         | Viertelfinale   |
| 33. | Greg Rusedski      | 3. Runde        |
| 34. | Jarkko Nieminen    | 1. Runde        |

## Dameneinzel
Siegerin:  Serena Williams
Finalgegnerin:  Venus Williams
Endstand: 6:4, 6:3

### Setzliste
| Nr. | Spielerin           | Erreichte Runde |
| --- | ------------------- | --------------- |
| 01. | Serena Williams     | Sieg            |
| 02. | Venus Williams      | Finale          |
| 03. | Jennifer Capriati   | Viertelfinale   |
| 04. | Lindsay Davenport   | Halbfinale      |
| 05. | Jelena Dokić        | 2. Runde        |
| 06. | Monica Seles        | Viertelfinale   |
| 07. | Kim Clijsters       | Achtelfinale    |
| 08. | Justine Henin       | Achtelfinale    |
| 09. | Martina Hingis      | Achtelfinale    |
| 10. | Amélie Mauresmo     | Halbfinale      |
| 11. | Daniela Hantuchová  | Viertelfinale   |
| 12. | Jelena Dementjewa   | 2. Runde        |
| 13. | Silvia Farina Elia  | Achtelfinale    |
| 14. | Chanda Rubin        | Achtelfinale    |
| 15. | Anastassija Myskina | 3. Runde        |
| 16. | Magdalena Maleewa   | 3. Runde        |

| Nr. | Spielerin               | Erreichte Runde |
| --- | ----------------------- | --------------- |
| 17. | Anna Smaschnowa         | 2. Runde        |
| 18. | Ai Sugiyama             | 2. Runde        |
| 19. | Anne Kremer             | 1. Runde        |
| 20. | Dája Bedáňová           | Achtelfinale    |
| 21. | Lisa Raymond            | 3. Runde        |
| 22. | Tatjana Panowa          | 3. Runde        |
| 23. | Patty Schnyder          | 3. Runde        |
| 24. | Iva Majoli              | 3. Runde        |
| 25. | Arantxa Sánchez Vicario | 1. Runde        |
| 26. | Nathalie Dechy          | 3. Runde        |
| 27. | Tamarine Tanasugarn     | 2. Runde        |
| 28. | Eleni Daniilidou        | 1. Runde        |
| 29. | Barbara Schett          | 2. Runde        |
| 30. | Meghann Shaughnessy     | 3. Runde        |
| 31. | Alexandra Stevenson     | 1. Runde        |
| 32. | Paola Suárez            | 2. Runde        |

## Herrendoppel
Sieger:  Mahesh Bhupathi &  Maks Mirny
Finalgegner:  Jiří Novák &  Radek Štěpánek
Endstand: 6:3, 3:6, 6:4

### Setzliste
| Nr. | Paarung                        | Erreichte Runde |
| --- | ------------------------------ | --------------- |
| 01. | Mark Knowles Daniel Nestor     | Viertelfinale   |
| 02. | Donald Johnson Jared Palmer    | Viertelfinale   |
| 03. | Mahesh Bhupathi Maks Mirny     | Sieg            |
| 04. | Jonas Björkman Todd Woodbridge | Halbfinale      |
| 05. | Wayne Black Kevin Ullyett      | Viertelfinale   |
| 06. | Bob Bryan Mike Bryan           | Halbfinale      |
| 07. | Martin Damm Cyril Suk          | 1. Runde        |
| 08. | Joshua Eagle Sandon Stolle     | 1. Runde        |

| Nr. | Paarung                          | Erreichte Runde |
| --- | -------------------------------- | --------------- |
| 09. | Paul Haarhuis Jewgeni Kafelnikow | Achtelfinale    |
| 10. | Ellis Ferreira David Rikl        | 2. Runde        |
| 11. | Jiří Novák Radek Štěpánek        | Finale          |
| 12. | Julien Boutter Sjeng Schalken    | 2. Runde        |
| 13. | Michael Hill Leander Paes        | 2. Runde        |
| 14. | Brian MacPhie Nenad Zimonjić     | Achtelfinale    |
| 15. | Robbie Koenig David Prinosil     | Achtelfinale    |
| 16. | David Adams Gastón Etlis         | 1. Runde        |

## Damendoppel
Siegerinnen:  Virginia Ruano-Pascual &  Paola Suárez
Finalgegnerinnen:  Jelena Dementjewa &  Janette Husárová
Endstand: 6:2, 6:1

### Setzliste
| Nr. | Paarung                                    | Erreichte Runde |
| --- | ------------------------------------------ | --------------- |
| 01. | Lisa Raymond Rennae Stubbs                 | Achtelfinale    |
| 02. | Virginia Ruano Pascual Paola Suárez        | Sieg            |
| 03. | Cara Black Jelena Lichowzewa               | Halbfinale      |
| 04. | Daniela Hantuchová Arantxa Sánchez Vicario | 1. Runde        |
| 05. | Martina Hingis Anna Kurnikowa              | Viertelfinale   |
| 06. | Jelena Dementjewa Janette Husárová         | Finale          |
| 07. | Els Callens Roberta Vinci                  | 1. Runde        |
| 08. | Nicole Arendt Liezel Huber                 | 2. Runde        |

| Nr. | Paarung                           | Erreichte Runde |
| --- | --------------------------------- | --------------- |
| 09. | Tina Križan Katarina Srebotnik    | 1. Runde        |
| 10. | Silvia Farina Elia Barbara Schett | 1. Runde        |
| 11. | Janet Lee Wynne Prakusya          | 2. Runde        |
| 12. | Amanda Coetzer Lori McNeil        | 1. Runde        |
| 13. | Barbara Rittner Magüi Serna       | 1. Runde        |
| 14. | Dája Bedáňová Jelena Bowina       | 1. Runde        |
| 15. | Kim Clijsters Meghann Shaughnessy | Viertelfinale   |
| 16. | María Emilia Salerni Åsa Svensson | Achtelfinale    |

## Mixed
Sieger:  Lisa Raymond &  Mike Bryan
Finalgegner:  Katarina Srebotnik &  Bob Bryan
Endstand: 7:69, 7:61

### Setzliste
| Nr. | Paarung                           | Erreichte Runde |
| --- | --------------------------------- | --------------- |
| 01. | Todd Woodbridge Rennae Stubbs     | 1. Runde        |
| 02. | Mike Bryan Lisa Raymond           | Sieg            |
| 03. | Mahesh Bhupathi Jelena Lichowzewa | Achtelfinale    |
| 04. | Kevin Ullyett Daniela Hantuchová  | Achtelfinale    |

| Nr. | Paarung                             | Erreichte Runde |
| --- | ----------------------------------- | --------------- |
| 05. | Wayne Black Cara Black              | Viertelfinale   |
| 06. | Donald Johnson Kimberly Po-Messerli | Viertelfinale   |
| 07. | David Rikl Janette Husárová         | 1. Runde        |
| 08. | Mark Knowles Jelena Bowina          | Viertelfinale   |